# Локомотив (футбольний клуб, Бєльці)
«Локомотив» (рум. Locomotiv) — професіональний молдовський футбольний клуб з міста Бєльці.

## Історія
Заснований 1940 року (за іншими даними — 1946 року), один із найстаріших клубів Молдови.
У сезоні 1999/2000 стартував у Дивізіоні «Б». Після зайнятого четвертого місця у наступних сезонах відмовився від подальших виступів. Лише у сезоні 2007/08 років відновив участь у турнірі, але дебютував у Дивізіоні «А», в якому посів 6-е місце. У сезоні 2008/09 років посів 3-тє місце і дійшов до 1/8 фіналу кубку Молдови. 2011 року з 59-ма набраними очками став переможцем у Дивізіоні «A». Таким чином, клуб отримав грати в Національному Дивізіоні, але оскільки не подав заявки на ліцензування, через нестабільну фінансову базу продовжив виступати в Дивізіоні «А».
У 2014 році припинив своє існування.

## Досягнення
- Дивізіон A Молдови
  -  Чемпіон (1): 2010/11

- Дивізіон Б Молдови
  -  Чемпіон (1): 2006/07 (група «Північ»)

## Клубні кольори
| Червоний | Зелений |

## Відомі гравці
- Георгій Овсянніков
- Віктор Берко